# フィッシングバトル九州
フィッシングバトル九州（フィッシングバトルきゅうしゅう）は、1990年代から2000年代の半ばにかけて九州を中心に放送されていたテレビ西日本制作の釣り番組。毎回、2名の挑戦者が清水國明と下村要一(2019年4月11日木曜 死去)のチームに釣りで対決する。スポンサーは、ポイント&ペグ（タカミヤ）など。
対決は磯、ルアー、管理釣り場など様々であるが勝負に負けた場合は罰ゲームとして、勝者に釣った魚を自ら捌いて振る舞うのが恒例であった。また状況によってはアシスタントが罰ゲームを受けることもあった。

## 出演者
- 清水國明
- 下村要一
- 寿一実 - ジャッジマン 初代
- 松田キビキビ - ジャッジマン　番組終了まで

| スタブアイコン | サブスタブ | この項目は、まだ閲覧者の調べものの参照としては役立たない、テレビ番組に関連した書きかけの項目です。この項目を加筆・訂正などしてくださる協力者を求めています（P:テレビ/PJ:放送または配信の番組）。 |